# Frank Lelle
Frank Lelle (* 4. Februar 1965 in Hermersberg) ist ein ehemaliger deutscher Fußballspieler.

## Spielerkarriere
Der Abwehr- und Mittelfeldspieler Lelle spielte beim FK Pirmasens und SV Rodalben, bevor er 1986 zum 1. FC Kaiserslautern ging. Am 15. April 1987 wurde er erstmals in der Bundesliga eingesetzt. In einem bemerkenswerten Spiel verlor der FCK an diesem Tag gegen den Lokalrivalen SV Waldhof Mannheim mit 3:4 Toren. Mannheim hatte vier Strafstöße erhalten, wovon zwei verwandelt wurden. 1990 wurde er Pokalsieger und hatte daran genauso Anteil wie am Klassenerhalt in der gleichen Saison, der unter dem während der Saison verpflichteten Trainer Karl-Heinz Feldkamp gelang. Ein Jahr später wurde er mit dem FCK Deutscher Meister. Er war in der Meistersaison mit drei Toren erfolgreich, kam aber aufgrund von Verletzungen nur zu 13 Einsätzen. In der folgenden Saison stand er bei dem heute legendären, aber tragischen, weil nicht ausreichenden 3:1-Sieg gegen den FC Barcelona im Europapokal der Landesmeister in der Startaufstellung. Nach sieben Jahren und insgesamt 85 Punktspielen für die Roten Teufel wechselte er 1993 zum FC 08 Homburg in die 2. Bundesliga, mit dem er 1995 in die Regionalliga West/Südwest abstieg. Während der Saison 1995/96 ging er zurück nach Kaiserslautern und spielte für die Amateure des Vereins. Später spielte er erneut beim FK Pirmasens.

### Erfolge
- Deutscher Meister: 1991
- DFB-Pokalsieger: 1990
- DFB-Supercupsieger: 1991

### Statistik
| Liga          | Spiele (Tore) |
| ------------- | ------------- |
| Bundesliga    | 85 (8)        |
| 2. Bundesliga | 28 (0)        |

## Manager- und Trainerkarriere
Nach seinem Karriereende war Lelle zunächst Trainer der A-Jugend des FK Pirmasens. Von 1998 bis 2000 war er Trainer der ersten Mannschaft. Danach war er Co-Trainer unter Stefan Kuntz, erst beim Karlsruher SC 2000 bis 2002, bei dem er und Kuntz den Verein von der Regionalliga in die 2. Bundesliga führten, dann beim SV Waldhof Mannheim und LR Ahlen.
Ab 1. Juli 2008 war Lelle Leiter des FCK-Nachwuchsleistungszentrums, zuvor war er als Scout für Nachwuchsspieler bei der Spielerberatungsfirma Stars & Friends tätig gewesen. Während der Trainer der zweiten Mannschaft des FCK, Alois Schwartz, Interimstrainer bei den Profis war (Mai bis Juni 2009), trainierte Lelle das Team und betreute es in den letzten sechs Ligaspielen der Regionalligasaison 2008/09. Anfang 2013 wurde er von Konrad Fünfstück als Leiter des Nachwuchsleistungszentrums abgelöst und wechselte in den Scoutingbereich beim FCK. Ende Juni 2014 verließ er den Verein. Aktuell ist er als Scout bei Borussia Mönchengladbach tätig.

## Privates
Lelle, der eine Ausbildung als Polizist absolvierte, ist verheiratet und hat eine Tochter. Nach seinem Karriereende als Spieler ließ er sich zudem zum Physiotherapeuten ausbilden. Rückenprobleme verhinderten eine längerfristige Arbeit in diesem Bereich.